# Leopoldo Treviño Garza
General Leopoldo Treviño Garza (Monterrey, Nuevo León; 14 de noviembre de 1896 - Ciudad de México, Distrito Federal; 26 de febrero de 1942) fue un militar mexicano que participó en la Revolución Mexicana. Fue alcalde de Monterrey en el periodo 1937-38.
Nació en Monterrey, Nuevo León, el 14 de noviembre de 1896, siendo hijo del Dr. Ramón E. Treviño (quien fue alcalde de Monterrey en 1914), y de doña Rita Garza; fue, a su vez, nieto del gobernador Ramón Treviño. Estudió comercio y después se incorporó a la Revolución Constitucionalista en 1913, militando en las fuerzas villistas, y después, en las fuerzas constitucionalistas de Venustiano Carranza. Fue jefe del Departamento de Transportes Militares de la Secretaría de Guerra y Marina, y ascendido al grado de general brigadier. Fue alcalde de la ciudad de Monterrey entre 1937-38, y posteriormente nombrado jefe del servicio secreto mexicano. Murió en la Ciudad de México el 27 de febrero de 1943. Fue sepultado en el Panteón Español.